# Rhyssemus linnavuorii
Rhyssemus linnavuorii är en skalbaggsart som beskrevs av Vladimir Balthasar 1972. Rhyssemus linnavuorii ingår i släktet Rhyssemus och familjen Aphodiidae. Inga underarter finns listade i Catalogue of Life.